# Toulo de Graffenried
Emmanuele de Graffenried (* 18. května 1914 Paříž, Francie - 22. ledna 2007 Švýcarsko) byl švýcarský pilot formule 1.
Elegantní a upravený vzhled Toulo de Graffenrieda pravidelně provázel většinu evropských velkých cen čtyřicátých a padesátých let.
I když jeho sportovní kariéra začala již před druhou světovou válkou, světový věhlas si získal až po jejím skončení.
Jeho začátky jsou spojeny především s třílitrovými vozy Alfa Romeo a Maserati. Ačkoliv začátkem třicátých let začínal s 1,5 litrový Maserati na domácích tratích.
V roce 1946 založil závodní tým Autosport s bývalým jezdcem Mercedesu Christianem Kautzem, když koupili nový čtyřválcový Maserati s kterým de Graffenried vybojoval cenné 5. místo v Grand Prix Ženevy. Následující rok obsadil třetí místo po spanilé jízdě v Lausanne.
V roce 1948 jsou jeho nejvážnějšími soupeři Giuseppe Farina a Louis Chiron, a tak po tuhém boji na Grand Prix Ženevy, Toulo nestačí jen na vítězného Farinu a v Monaku je znovu na stupních vítězů, tentokráte třetí za oběma jmenovanými.
Začátek sezóny 1949 je poznamenán smrtí Kautze na Velké ceně Evropy na okruhu Bremgarten. Toulo de Graffenried rozpouští svůj tým a začíná jezdit v týmu Enrico Plate po boku thajského prince Biry. A hned si vychutnává svůj největší úspěch, vítězství na trati v Silverstone a další druhá místa v Pau, Zandvoortu, Švédsku a Jersey Road Race mu vyneslo pověst nejlepšího jezdce roku.
Rok 1950 je rokem vzniku oficiálního mistrovství světa, kterého se de Graffenried účastní na Maserati, ale obsazuje jen dvě šestá místa v Itálii a Švýcarsku a tak končí v šampionátu bez bodů. Ovšem pro Grand Prix národů konané v Ženevě má k dispozici tovární Alfu Romeo a je těsně druhý za stájovým kolegou Farinou. Tento úspěch mu zajistí pozici v tovární týmu Alfy Romeo v následujícím roce. Ale dokáže vytěžit jen dva body za páté místo ve Švýcarsku a tak následující dvě Grand Prix absolvuje na Maserati v týmu Enrico Plate. Na poslední dva závody roku Grand Prix Itálie a Španělska, byl znovu v továrním týmu Alfy Romeo.
Pro rok 1952 je plně k dispozici týmu Enrico Plate, ale v mistrovství světa se mu nedaří a největším úspěchem roku se stává třetí místo v Cadours and Aix-les-Bains.
Maserati pro rok 1953 nahradilo zastaralý 4CLT za A6GCM a dalo ho k dispozici také týmu Enrico Platé a výsledky se dostavily. Toulo dojel čtvrtý v Belgii a pátý v Nizozemsku a Německu. Zvítězil v Grand Prix Syrakus a závodě vypsaném pro F2 - Eifelrennen.
V roce 1954 instaloval do svého vozu Maserati 2,5 litrový motor a zúčastnil se závodů v Jižní Americe a na okruzích v Gavera a Rio a San Paulo zvítězil.
Posléze jezdil na malých vozech Ferrari a Maserati než se definitivně rozloučil se závodní kariérou v Monze 1956, kde si na voze Maserati F 250 dojel pro 7. místo.
Po odchodu ze závodní dráhy se začal věnovat obchodní činnosti, v Lausanne prodává vozy Alfa Romeo ,Ferrari a Rolls-Royce. V sedmdesátých letech zastupuje zájmy tabákového koncernu Phillip Morris v oblasti propagace. Jeho aktivity jsou upřeny i na organizaci Grand Prix Francie a podporu mladých nadějí.

## Vítězství
- 1949 - Grand Prix Velké Británie 1949 Maserati 4CLT/48
- 1953 - Grand Prix Syrakus 1953 Maserati 4CLT/48
- 1953 - Eifelrennen formule 2
- 1953 - Lavant Cup Maserati 4CLT/48
- 1954 - Grand Prix San Paulo Maserati 4CLT/48
- 1954 - Grand Prix Gavea Maserati 4CLT/48

## Formule 1
- 1950 bez bodů Maserati 4CLT/48
- 1951 15. místo 2 body Maserati 4CLT/48, Alfa Romeo 159
- 1952 bez bodů Maserati 4CLT
- 1953 8. místo 7 bodů Maserati A6GCM
- 1954 bez bodů Maserati A6GCM
- 1956 bez bodů Maserati 250 F

- 22 Grand Prix
- 0 Vítězství
- 0 Pole positions
- 0 Nejrychlejších kol
- 0 Podium
- 9 bodů

## Nejlepší umístění v mistrovství světa
- 1953 4. místo Grand Prix Belgie 1953